# Te Peka Karara
Te Peka Karara (Otok Stevensons) je mali otok u Stevensonovom rukavcu jezera Wanaka, Južni otok, Novi Zeland. U blizini južnog kraja otoka nalaze se dva otočića spojena s otokom Te Peka Karara sprudovima.
Ptica Gallirallus australis je dovedena na otok 2002. godine s Chathamskih otoka. Godine 2009. uklonjene su zbog grabežljivice koje su privukli pretjerano razmnoženi kunići, a koji su osim kunića ubili i četiri ptice. Gallirallus australis su ponovno dovedeni 2013.